# Friedrich Wilhelm Prinz von Preußen (Historiker)

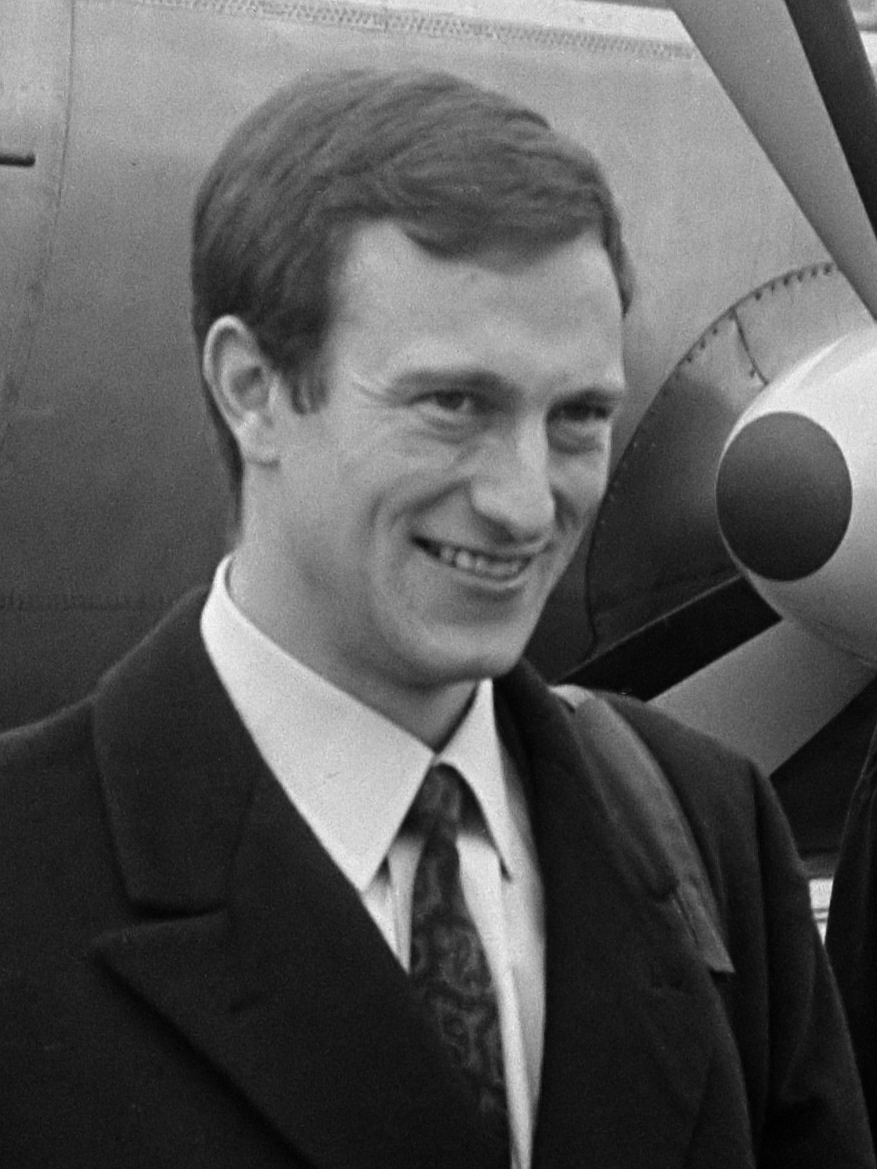
Friedrich Wilhelm Prinz von Preußen (1966)

Friedrich Wilhelm Prinz von Preußen (* 9. Februar 1939 in Berlin; † 29. September 2015 ebenda) war ein deutscher Historiker und Angehöriger des Hauses Hohenzollern, das bis 1918 die preußischen Könige und deutschen Kaiser stellte.

## Herkunft und Ausbildung
Friedrich Wilhelm Prinz von Preußen wurde 1939 als Sohn von Louis Ferdinand von Preußen, bis 1994 Chef des Hauses Hohenzollern, und dessen Ehefrau Kira Kirillowna Romanowa in Berlin-Grunewald geboren. Er war das älteste von sieben Kindern und der erste Urenkel Kaiser Wilhelms II., der zwei Jahre nach der Geburt seines Urenkels starb. Seine frühe Kindheit verbrachte er im ostpreußischen Cadinen, bevor sich die Familie nach dem Zweiten Weltkrieg 1947 endgültig in Bremen und seit 1950 auf dem Wümmehof im Ortsteil Borgfeld ansiedelte.
Nach dem Besuch des Hermann-Böse-Gymnasiums in Bremen und dem Abitur am Internat Schloss Plön studierte Friedrich Wilhelm Prinz von Preußen Geschichtswissenschaft an der Universität Erlangen-Nürnberg. Im Februar 1971 reichte er dort nach 23 Semestern bei Hans-Joachim Schoeps seine Dissertation Die Reichsgründung im Spiegel neutraler Pressestimmen ein und wurde zunächst promoviert. Aufgrund der Hinweise des Marburger Bibliothekars Martin Winckler wurde allerdings ein Gutachten erstellt mit dem Ergebnis, dass von Preußen mehr als zwei Drittel des Inhalts aus fremden Werken übernommen hatte. Dieses Plagiieren veranlasste den Doktorvater Schoeps noch 1972, ein Verfahren zur Entziehung des Doktorgrades gegen von Preußen durchzuführen. Im Jahr 1981 reichte dieser dann erneut eine Doktorarbeit ein und wurde diesmal an der Ludwig-Maximilians-Universität promoviert. Seine neuen Doktorväter waren Gerhard A. Ritter und Thomas Nipperdey. In dieser Arbeit über seine eigene Familie, Die Hohenzollern und der Nationalsozialismus, die 1985 in einer besonderen Fassung als Das Haus Hohenzollern von 1918 bis 1945 erschien, zeigte er das Verhältnis seiner Familie zur Bewegung des Nationalsozialismus auf.

## Ehen und Kinder
Im Jahr 1967 heiratete Friedrich Wilhelm Prinz von Preußen in Plön Waltraud Freydag (1940–2010), mit der er den Sohn Philip Kiril (* 1968) bekam. Nachdem die erste Ehe 1975 geschieden worden war, heiratete Prinz von Preußen im April 1976 auf Burg Hohenzollern die ebenfalls nicht aus dem Hochadel stammende Ehrengard von Reden (* 1943 in Berlin). Aus der bis 2002 andauernden Ehe gingen drei Kinder hervor. Im März 2004 ging er mit Sibylle Kretschmer (* 1952) seine dritte Ehe ein.

## Erbschaftsregelung
Im Jahr 1938 schloss der damalige Kronprinz Wilhelm von Preußen mit seinem Sohn Louis Ferdinand unter Beteiligung des früheren Kaisers Wilhelm II. einen Erbvertrag. Der Inhalt war unter anderem, wer gegenwärtig oder in Zukunft gegen das Hausgesetz durch eine unebenbürtige Eheschließung verstieße, könne nicht Erbe des Hausvermögens werden. Da der hier abgehandelte Friedrich Wilhelm Prinz von Preußen nach Ansicht seines Vaters Prinz Louis Ferdinand von Preußen mit seiner Heirat einer nichtadligen Frau keine hausgesetzmäßige Ehe eingegangen war, schloss ihn sein Vater von der Erbfolge aus. Friedrich Wilhelm von Preußen wie auch sein ebenfalls betroffener jüngerer Bruder Michael von Preußen akzeptierten diese Regelung zunächst. Als zukünftigen Chef des Hauses bestimmte sein Vater seinen Enkel Georg Friedrich, dessen Vater Louis Ferdinand Prinz von Preußen jr. bereits 1977 verstorben war.
Als Friedrich Wilhelm Prinz von Preußen nach dem Tod seines Vaters im Jahre 1994 einen Erbschein als alleiniger Nacherbe seines Großvaters, Kronprinz Wilhelm, beantragte und das Landgericht Hechingen ihm zunächst Recht gegeben hatte, ging ein Familienmitglied in die übergeordnete Instanz, da Friedrich Wilhelm Prinz von Preußen nach dessen Auffassung aufgrund der unebenbürtigen Eheschließung aus der Erbfolge ausgeschlossen sei.
Nachdem der Bundesgerichtshof 1998 die Ebenbürtigkeitsklausel noch für gültig erklärt hatte, entschied im Jahr 2004 das Bundesverfassungsgericht für ihn und stellte in diesem Zusammenhang fest, dass die Regelungen zur Ebenbürtigkeit bei Erbschaften den Bestimmungen des Grundgesetzes unterliegen und im Hinblick auf die Erbschaft nicht mehr von Relevanz sind. Das Bundesverfassungsgericht erklärte dazu die Hausgesetze der brandenburg-preußischen Hohenzollern für gegenstandslos: „Die Verfassung des Deutschen Reiches vom 16. April 1871 wurde aufgehoben (Art. 178 Abs. 1 Weimarer Reichsverfassung vom 11. August 1919). Art. 81 Abs. 1 der preußischen Verfassung von 1920 hob die Verfassung von 1850 auf. Damit wurden gleichzeitig die Hausgesetze des ehemals regierenden Kaiser- und Königshauses in staatsrechtlicher Hinsicht gegenstandslos.“
Da das Testament des Kronprinzen damit als ungültig galt, trat die testamentarische Erbfolge gemäß dem Testament des Vaters, Louis Ferdinand, ein und dessen Enkel Georg Friedrich wurde sein Alleinerbe, allerdings belastet mit Pflichtteilen zugunsten der Geschwister seines Vaters, darunter auch Friedrich Wilhelm Prinz von Preußen.

## Werke
- als Hrsg.: Preußens Könige. Bertelsmann, Gütersloh 1971.
- Bismarcks Reichsgründung und das Ausland. Göttinger Verlagsanstalt, Göttingen 1972 (Dissertation, Universität Erlangen-Nürnberg).
- Die Hohenzollern und der Nationalsozialismus. 1984 (Dissertation, Universität München, 1984).
- Das Haus Hohenzollern 1918–1945. Langen Müller, München 1985,  ISBN 978-3-7844-2077-6. In zweiter Auflage als Gott helfe unserem Vaterland. Das Haus Hohenzollern 1918–1945. Mit 61 Seiten Dokumenten. Langen Müller, München 2003, ISBN 978-3-7844-2908-3.
- „… solange wir zu zweit sind“. Friedrich der Große und Wilhelmine Markgräfin von Bayreuth in Briefen. Herbig, München 2003.
- mit Sibylle Prinzessin von Preußen: Die Liebe des Königs. Friedrich der Große. Seine Windspiele und andere Passionen. Siedler, München 2006.
- Vorwort in: Friedrich-Wilhelm v. Oppeln-Bronikowski: Friedrich v. Oppeln-Bronikowski 1873–1936. Offizier, Übersetzer, Schriftsteller, Journalist und Streiter gegen den Antisemitismus in der Weimarer Republik. Sein Leben und Wirken. C. A. Starke, Limburg 2009.
- „Ich danke vor der Kur und lasse die Natur walten“ – Friedrich II. ein aufgeklärter Patient. Jahresgabe des Museumsvereins im Schloss Pyrmont e. V., Bad Pyrmont 2005.
- 1912 – Kaiser Wilhelm II. in Begleitung seiner Söhne. In: Die Bilder der Deutschen. München 2005.
- Vorbilder: Berühmte Deutsche erzählen, wer ihnen wichtig ist. Marix-Verlag, Wiesbaden 2007, ISBN 978-3-86539-147-6.
- Kira Prinzessin von Preußen (1909–1967). In: Antje Leschonski (Hg.): Anne, Lilly und Regine – 30 Frauenporträts aus Brandenburg-Preußen. Berlin 2009.
- mit Sibylle Prinzessin von Preußen: Friedrich der Große. Vom anständigen Umgang mit Tieren. MatrixMedia Verlag, Göttingen 2012, ISBN 978-3-932313-47-9.
- mit Sibylle Princess of Prussia: The King´s Love. Frederick the Great. His Gentle Dogs and Other Passions. PalmArtPress, Berlin 2020, ISBN 978-3-96258-047-6.

## Ehrenämter
- Ehrenmitglied des Fördervereins Schloss & Garten Schönhausen e. V., Berlin.[10]
- Ehrenpräsident und Ehrenmitglied der Europäischen Kulturwerkstatt (EKW) Berlin-Wien.[11]
- Kuratorium des Metropolitny Orchesters Bratislava[12]
- Schirmherrschaft/Kuratoriumsvorsitz über die Elblandfestspiele Wittenberge.
- Mitglied der Gesellschaft der Freunde der Akademie der Künste, Berlin[13]

## Vorfahren
| Ahnentafel Friedrich Wilhelm Prinz von Preußen  | Ahnentafel Friedrich Wilhelm Prinz von Preußen                                                                    | Ahnentafel Friedrich Wilhelm Prinz von Preußen                                                                    | Ahnentafel Friedrich Wilhelm Prinz von Preußen                                                                            | Ahnentafel Friedrich Wilhelm Prinz von Preußen                                                                            | Ahnentafel Friedrich Wilhelm Prinz von Preußen                                                                                  | Ahnentafel Friedrich Wilhelm Prinz von Preußen                                                                                  | Ahnentafel Friedrich Wilhelm Prinz von Preußen                                                                                  | Ahnentafel Friedrich Wilhelm Prinz von Preußen                                                                                  |
| ----------------------------------------------- | --- | --- | --- | --- | --- | --- | --- | --- |
| Urgroßeltern                                    | Kaiser Wilhelm II. (1859–1941) ⚭ 1881 Auguste Viktoria von Schleswig-Holstein-Sonderburg-Augustenburg (1858–1921) | Kaiser Wilhelm II. (1859–1941) ⚭ 1881 Auguste Viktoria von Schleswig-Holstein-Sonderburg-Augustenburg (1858–1921) | Großherzog Friedrich Franz III. von Mecklenburg (1851–1897) ⚭ 1879 Großfürstin Anastasia Michailowna Romanowa (1860–1922) | Großherzog Friedrich Franz III. von Mecklenburg (1851–1897) ⚭ 1879 Großfürstin Anastasia Michailowna Romanowa (1860–1922) | Großfürst Wladimir Alexandrowitsch Romanow (1847–1909) ⚭ 1874 Marie zu Mecklenburg (1854–1920)                                  | Großfürst Wladimir Alexandrowitsch Romanow (1847–1909) ⚭ 1874 Marie zu Mecklenburg (1854–1920)                                  | Alfred von Sachsen-Coburg und Gotha (1844–1900) ⚭ 1874 Großfürstin Marija Alexandrowna Romanowa (1853–1920)                     | Alfred von Sachsen-Coburg und Gotha (1844–1900) ⚭ 1874 Großfürstin Marija Alexandrowna Romanowa (1853–1920)                     |
| Großeltern                                      | Kronprinz Wilhelm von Preußen (1882–1951) ⚭ 1905 Herzogin Cecilie zu Mecklenburg (1886–1954)                      | Kronprinz Wilhelm von Preußen (1882–1951) ⚭ 1905 Herzogin Cecilie zu Mecklenburg (1886–1954)                      | Kronprinz Wilhelm von Preußen (1882–1951) ⚭ 1905 Herzogin Cecilie zu Mecklenburg (1886–1954)                              | Kronprinz Wilhelm von Preußen (1882–1951) ⚭ 1905 Herzogin Cecilie zu Mecklenburg (1886–1954)                              | Großfürst Kyrill Wladimirowitsch Romanow (1876–1938) ⚭ 1905 Prinzessin Victoria Melita von Sachsen-Coburg und Gotha (1876–1936) | Großfürst Kyrill Wladimirowitsch Romanow (1876–1938) ⚭ 1905 Prinzessin Victoria Melita von Sachsen-Coburg und Gotha (1876–1936) | Großfürst Kyrill Wladimirowitsch Romanow (1876–1938) ⚭ 1905 Prinzessin Victoria Melita von Sachsen-Coburg und Gotha (1876–1936) | Großfürst Kyrill Wladimirowitsch Romanow (1876–1938) ⚭ 1905 Prinzessin Victoria Melita von Sachsen-Coburg und Gotha (1876–1936) |
| Eltern                                          | Louis Ferdinand Prinz von Preußen (1907–1994) ⚭ 1938 Kira Kirillowna Romanowa (1909–1967)                         | Louis Ferdinand Prinz von Preußen (1907–1994) ⚭ 1938 Kira Kirillowna Romanowa (1909–1967)                         | Louis Ferdinand Prinz von Preußen (1907–1994) ⚭ 1938 Kira Kirillowna Romanowa (1909–1967)                                 | Louis Ferdinand Prinz von Preußen (1907–1994) ⚭ 1938 Kira Kirillowna Romanowa (1909–1967)                                 | Louis Ferdinand Prinz von Preußen (1907–1994) ⚭ 1938 Kira Kirillowna Romanowa (1909–1967)                                       | Louis Ferdinand Prinz von Preußen (1907–1994) ⚭ 1938 Kira Kirillowna Romanowa (1909–1967)                                       | Louis Ferdinand Prinz von Preußen (1907–1994) ⚭ 1938 Kira Kirillowna Romanowa (1909–1967)                                       | Louis Ferdinand Prinz von Preußen (1907–1994) ⚭ 1938 Kira Kirillowna Romanowa (1909–1967)                                       |
| Friedrich Wilhelm Prinz von Preußen (1939–2015) | | | | | | | | |